# أبو عبيدة يوسف العنابي
أبو عبيدة يوسف العنابي أو مبارك يزيد، هو جهادي إسلامي جزائري والأمير الحالي لتنظيم القاعدة في بلاد المغرب الإسلامي، الجماعة السلفية للدعوة والقتال سابقاً. في نوفمبر 2020 أصبح أميرًا خلفاً لعبد المالك دروكدال (أبو مصعب عبد الودود) الذي قُتل خلال عملية فرنسية خاصة خلال معركة تالاهانداك.

## حياته
يُعتقد أن اسمه الحقيقي هو مبارك يزيد، من مواليد مدينة عنابة. كان منذ 2010 وحتى تعيينه قائدا جديدا، رئيسا لـ «مجلس الأعيان» وهي اللجنة التوجيهية للتنظيم.
وكان أيضا مسؤولا عن الفرع الإعلامي بالقاعدة في المنطقة، وفي 29 سبتمبر 2015، صنفت وزارة الخارجية الأمريكية العنابي على أنه إرهابي عالمي مصنف بشكل خاص بموجب الأمر التنفيذي (EO 13224). وكان عند توليه منصب الأمير يبلغ من العمر 51 عامًا ووُصف بأنه مثقف، وحاصل على شهادة الليسانس في الاقتصاد. وفي يوم 2 يونيو/ حزيران سنة 2021، عرضت الولايات المتّحدة الأمريكية مكافأة بسبعة ملايين دولار مقابل أي معلومة تؤدّي إلى تحديد مكان وجود زعيم «تنظيم القاعدة في بلاد المغرب الإسلامي».